# Dirk Brouwer
Dirk Brouwer (1 tháng 9 năm 1902, Rotterdam – 31 tháng 1 năm 1966, New Haven) là một nhà thiên văn Hoa Kỳ gốc Hà Lan.
Ông nhận bằng tiến sĩ vào năm 1927 tại Đại học Leiden ở Hà Lan và rồi học tại Đại học Yale. Từ năm 1941 đến năm 1966 ông là chủ bút của Tạp chí Thiên văn học (Astronomical Journal).
Ông chuyên môn về lĩnh vực cơ học thiên thể và viết sách giáo khoa "Phương pháp Cơ học Thiên văn" (Methods of Celestial Mechanics).

## Giải thưởng
- Huy chương Vàng của Hội Thiên văn học Hoàng gia (Gold Medal of the Royal Astronomical Society) (1955)
- Huy chương Bruce (1966)

## Tên đặt theo tên ông
- Thiên thạch 1746 Brouwer
- Hố Brouwer trên Mặt trăng (cùng với Nhà toán học Luitzen Egbertus Jan Brouwer)
- Giải thưởng Dirk Brouwer của Phân hội Thiên văn Cơ động học của Hội Thiên văn học Mỹ
- Giải thưởng Dirk Brouwer của Hội Du hành Không gian Mỹ

### Cáo phó
- AJ 71 (1966) 76 (one paragraph)
- Obs 86 (1966) 92 (one line)
- PASP 78 (1966) 104 (one line, see also )
- QJRAS 8 (1967) 84